# Gare de Crouy-sur-Ourcq
Ne doit pas être confondu avec Gare de Crouy.
La gare de Crouy-sur-Ourcq est une gare ferroviaire française de la ligne de Trilport à Bazoches, située sur le territoire de la commune de Crouy-sur-Ourcq, dans le département de Seine-et-Marne en région Île-de-France.
Elle est mise en service en 1894 par la Compagnie des chemins de fer de l'Est.
Gare voyageurs de la Société nationale des chemins de fer français (SNCF), elle est desservie par les trains de la ligne P du Transilien.

## Situation ferroviaire
Établie à 59 mètres d'altitude, la gare de Crouy-sur-Ourcq est située au point kilométrique (PK) 68,484 de la ligne de Trilport à Bazoches, entre les gares de Lizy-sur-Ourcq et de Mareuil-sur-Ourcq.

## Histoire
La station de Crouy-sur-Ourcq est mise en service le 1er juin 1894, par la Compagnie des chemins de fer de l'Est, lorsqu'elle ouvre à l'exploitation la section de Trilport à La Ferté-Milon.
Le bâtiment voyageurs est un bâtiment « Est » de type C tardif identique à celui construit à la même époque à Lizy-sur-Ourcq.
La commune, d'environ 1 100 habitants, avec un cadre champêtre, est composée de coteaux, de bois, et d'une rivière la Gergogne. Surnommée « petite Suisse », elle espère que le chemin de fer va lui amener des promeneurs. En 1899, la gare est desservie chaque jour par neuf trains aller-retour, entre Paris et Crouy-sur-Ourcq, la durée du trajet étant d'environ une heure trente pour un prix s'échelonnant de 7,75 fr en première classe à 3,40 fr en troisième classe.
En 2016, selon les estimations de la SNCF, la fréquentation annuelle de la gare est de 151 200 voyageurs.

## Service des voyageurs

### Accueil
Gare SNCF Transilien, elle dispose d'un bâtiment voyageurs, avec guichet, ouvert du lundi au vendredi et fermé les samedis, dimanches et jours fériés. Elle est équipée d'automates pour l'achat de titres de transport Transilien.

### Desserte
Crouy-sur-Ourcq est desservie par les trains de la ligne P du Transilien du réseau Transilien Paris-Est. S'agissant de la dernière gare de la région en direction de la province, la tarification du syndicat des transports d'Île-de-France (STIF) ne s'applique plus au-delà.

### Intermodalité
Un parc pour les vélos et un parking y sont aménagés.
La gare est desservie par la ligne 54B du réseau de bus Meaux et Ourcq.